# پیترو سرانتونی
پیترو سرانتونی (به ایتالیایی: Pietro Serantoni) بازیکن فوتبال و اهل ایتالیا است 

## تیم ملی
از سال ۱۹۳۳ میلادی عضو تیم ملی فوتبال ایتالیا بوده و در ۱۷ بازی ملی حضور داشته‌است. او در بازی‌های ملی‌اش ۴ گل به ثمر رساند.
پیترو سرانتونی آخرین بازی ملی خود را در سال ۱۹۳۹ میلادی انجام داد.